# Nicolas Hogenberg
Nicolaus Hogenberg (ou Nicolas Hogenberg), né à Munich vers 1500 et mort en 1539, est un peintre, dessinateur et graveur flamand.

## Biographie
Hogenberg est né à Munich, sans doute de parents d'origine malinoise. Connu pour ses estampes réalisées à Malines où il travailla pour la régente Marguerite d'Autriche de 1527 à sa mort en 1539. Walter Friedlaender pense que le monogrammiste « N H » doit être Nicolas Hogenberg.
L'identification internationale ISNI suggère qu'il est le peintre anonyme Le Maître à l'écrevisse (de) (en allemand : Meister mit dem Krebs).
Il est le père de Frans Hogenberg (1535-1590).

## Œuvres

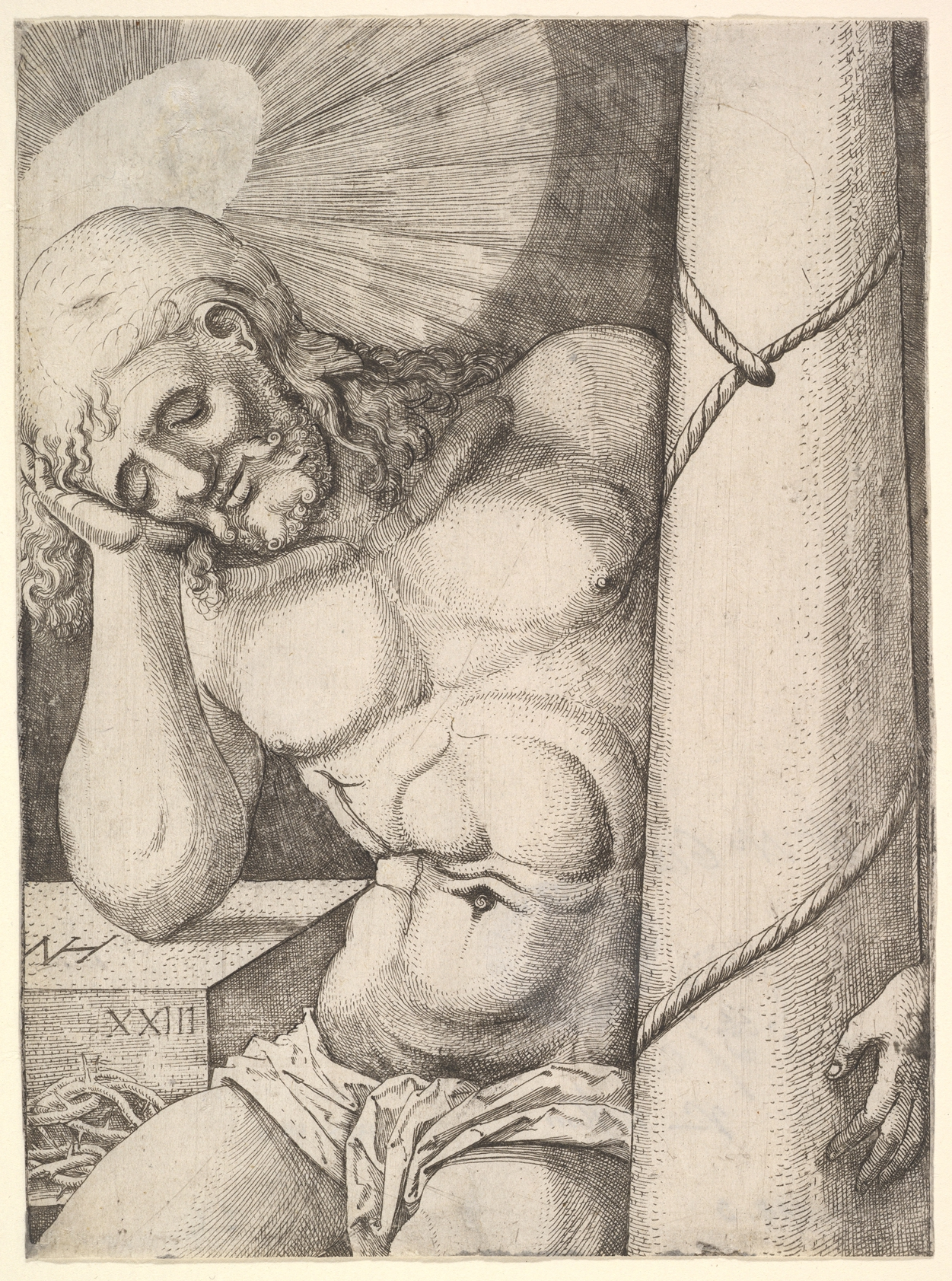
L'homme de douleurs à la colonne, eau-forte de 1523 (Metropolitan Museum of Art).

Deux dessins sont conservés au Musée du Louvre à Paris, au cabinet des arts graphiques :
- La Crucifixion entre la Vierge et saint Jean, 33,3 cm.
- Le Christ assis sur la croix, 33,3 cm.